# 하마나호
하마나 호(일본어: 浜名湖 하마나코[*])는 일본의 호수이다. 시즈오카현 하마마쓰시, 고사이시, 하마나 군 아라이 정에 걸쳐있다. 하마나코 현립 자연공원의 일부이다.

## 지리
시즈오카현 서부에 있으며 남쪽의 바다와 맞닿아 있다. 이 때문에 일부에서는 하마나 만이라고도 부른다. 호수의 면적상으로 일본에서 10번째로 넓다.
형상이 복잡해 호소에 호, 이노하나 호, 마쓰미 호, 쇼나이 호라는 4개의 내호(內湖)를 품고 있고, 이들 내호의 면적은 호수전체 면적에 40%에 육박한다. 이 때문에 호수 둘레는 일본에서 세 번째로 길다. 또, 기수호 중에서는 가장 긴 호수이다.
근접한 사나루 호와는 신카와 강으로 연결돼 있다. 일본 하천법상 하마나 호는 2급수계 미야코다 강 수계의 미야코다 강으로서 지정되어 있고, 호수로 흐르는 모든 하천도 미야코다 강 수계로 다루어지고 있다.

## 수리
호수에는 장어, 노리(김), 굴, 자라 등을 양식하고 있다. 특히 양식 장어는 유명하여 장어를 가공한 과자류가 특산품이다. 수입장어의 영향으로 1980년대부터 장어의 어획량은 줄어들어 현재는 전성기의 1/3에도 못 미친다.
하마나 호의 독특한 전통 고기잡이인 다키야료(たきや漁)가 유명하다. 다키야료는 어획물을 빛으로 유도하여 작살로 잡는 고기잡이법이다. 다키야료로 잡는 고기는 주로 농어, 보리멸, 가자미 등이다. 그 밖에도 간조를 이용해 바지락 등을 잡고 있다.
또, 하마나 호 주변은 리조트로 개발된 곳이 많아 보트와 요트 등의 레저스포츠를 즐기러 오는 사람들로 붐빈다.